# روزهای شکوه (آلبوم لیتل میکس)
روزهای شکوه (انگلیسی: Glory Days) چهارمین آلبوم استودیویی گروه دخترانه بریتانیایی لیتل میکس است که در ۱۸ نوامبر ۲۰۱۶ توسط سایکو میوزیک و کلمبیا رکوردز منتشر شد. این گروه به صدای پاپ، آر اند بی و دنس پاپ قبلی خود برای آلبوم ادامه دادند و در عین حال بیشتر با سبک‌های مختلف از جمله موسیقی دهه ۱۹۶۰ امتحان کردند که با تحسین منتقدان مواجه شد، با اشعاری که به جنسیت، روابط جنسی، تنهایی زن، قدرت دختر و موضوعات دیگر اشاره می‌کند. پیش از این، تک‌آهنگ اصلی «برای سابق من فریاد بزن»، تبدیل به چهارمین تک‌آهنگ شماره یک گروه در بریتانیا شد و در سال ۲۰۱۷ در جوایز بریت، جایزه بهترین تک‌آهنگ سال بریتانیا را از آن خود کرد. نسخه استاندارد آلبوم دارای همکاری با چارلی پوث است، در حالی که نسخه پلاتین دارای حضور مهمان دیگری از جمله سی‌ان‌سی‌او است.